# Anolis bicaorum
Anolis bicaorum es una especie de escamosos de la familia Dactyloidae.

## Distribución geográfica
Es endémica de Útila, en las islas de la Bahía (Honduras).

## Estado de conservación
Se encuentra amenazada por la pérdida de su hábitat natural.